# Royal Astronomy
Albums de µ-Ziq
Lunatic Harness
(1997) Bilious Paths
(2003)
Singles
1. The Fear
Sortie : 12 juillet 1999
2. The Hwicci Song
Sortie : août 1999

Royal Astronomy est le cinquième album de µ-Ziq, paru en 1999 chez Hut Recordings.

## Développement
Royal Astronomy sort dans un contexte particulier pour Michael Paradinas. Quatre ans plus tôt, Virgin Records a tenté l'aventure de la musique électronique expérimentale en lui confiant les clés de sa division Planet Mu. Mais les rentrées financières sont minces, et la major s'interroge sur son investissement. Royal Astronomy a donc une valeur de test. Comme un signe, il ne sort pas sur Planet Mu, déjà rendu à l'indépendance l'année précédente, mais sur Hut Recordings, une autre division restée, elle, dans le giron de Virgin.
Manifestement compréhensif, Paradinas affirme vouloir « obtenir quelque chose qui rende Virgin heureux », et cherche à sonner « pop et décalé ». L'enregistrement ne prend que six mois, la plupart des morceaux ayant été écrits dans des hôtels pendant la tournée Homogenic de Björk, pour laquelle il assurait les premières parties. L'expérience inspire d'ailleurs la panoplie d'orchestrations qui vient se mêler aux sonorités sinon plutôt hip-hop et acid techno. On remarque à ce titre un sample du Royalty de Gang Starr sur The Motorbike Track, tandis que la chanteuse japonaise Kazumi assure les voix sur les morceaux The Fear et Goodbye, Goodbye.
Peu satisfait du montage initial, entaché selon lui de son impatience à satisfaire maison de disque et public, Paradinas changera l'ordre des titres avant la publication. Malgré tous ses efforts, le disque ne rencontre pourtant pas un succès suffisant et Virgin se détourne définitivement de lui, qui dès lors se consacre entièrement à Planet Mu.

## Réception
Le virage plus accessible de µ-Ziq sur ce disque ne réjouit pas toutes les critiques. Pitchfork en particulier lui attribue tout juste la moyenne, regrettant notamment l'économie rythmique inhabituelle chez l'artiste. Au global il trouve l'album ennuyeux et bâclé, comme s'il « avait fallu une semaine pour l'enregistrer ». Moins sévère, AllMusic met en avant la « production somptueuse » de Carpet Muncher et Autumn Acid, tandis que SPIN et NME se rejoignent sur l'émotion qui se dégage de The Fear et Goodbye, Goodbye. SPIN voit dans Royal Astronomy « le plus ambitieux travail à ce jour » de Paradinas, et NME y lit le signe qu'« écouter µ-Ziq est devenu agréable »,.
CMJ New Music Monthly, s'il n'attribue pas de note au disque, est plus convaincu encore. Il y voit l'« album le plus accompli » de µ-Ziq, « délicat, mais pop et funky », qui évite le kitsch tout en « refusant de se prendre trop au sérieux ». Quant à PopMatters, il parle rien moins que d'un album « extrêmement épatant ».

## Liste des titres
| A1.   | Scaling                         | 4:13 |
| A2.   | The Hwicci Song                 | 3:40 |
| A3.   | Autumn Acid                     | 3:37 |
| A4.   | Slice                           | 4:39 |
| B1.   | Carpet Muncher                  | 2:59 |
| B2.   | The Motorbike Track             | 7:20 |
| B3.   | Mentim                          | 4:27 |
| C1.   | The Fear (feat. Kazumi)         | 4:22 |
| C2.   | Gruber's Mandolin               | 2:37 |
| C3.   | World of Leather                | 4:21 |
| C4.   | Scrape                          | 1:41 |
| D1.   | 56                              | 3:46 |
| D2.   | Burst Your Arm                  | 6:23 |
| D3.   | Goodbye, Goodbye (feat. Kazumi) | 4:07 |
| 58:12 |                                 |      |